# Antonella Bevilacqua
Antonella Bevilacqua (* 15. Oktober 1971 in Foggia) ist eine ehemalige italienische Hochspringerin.
Bei den Olympischen Spielen 1992 in Barcelona noch in der Qualifikation ausgeschieden, wurde sie im Jahr darauf Sechste bei den Weltmeisterschaften in Stuttgart.
1996 kam sie bei den Olympischen Spielen in Atlanta auf den vierten Platz, wurde aber wegen eines Verstoßes gegen die Dopingregeln disqualifiziert, da man zuvor in diesem Jahr bei ihr die verbotenen Substanzen Ephedrin und Pseudoephedrin festgestellt hatte. Bevilacqua machte für diesen Befund chinesische Schlankheitspillen verantwortlich, und der italienische Verband erteilte ihr daraufhin die Starterlaubnis, die jedoch in einem Sportsgerichtsverfahren nachträglich wieder entzogen wurde.
Im Jahr darauf gewann sie bei den Mittelmeerspielen Gold und wurde Siebte bei den Weltmeisterschaften in Athen.
Nach einer schweren Rückenverletzung 1998 fand sie nicht mehr zu ihrer Höchstform zurück, obwohl sie bis Mitte der 2000er Jahre zur nationalen Spitze gehörte. 2003 konnte sie sich noch einmal für die Weltmeisterschaften in Paris/Saint-Denis qualifizieren, scheiterte aber in der Vorrunde.
Viermal wurde sie im Freien (1992–1994, 1997) und achtmal in der Halle (1991, 1993, 1994, 1996, 1997, 2000, 2003, 2004) italienische Meisterin.
Antonella Bevilacqua ist 1,69 m groß und wiegt 54 kg. Sie studierte an der Accademia delle Belle Arti in Foggia und ist Grafikerin und Web-Designerin.

## Persönliche Bestleistungen
- Hochsprung: 1,98 m, 4. Mai 1996, Mailand
  - Halle: 1,98 m, 28. Februar 1994, Piräus